# ممنتو موری

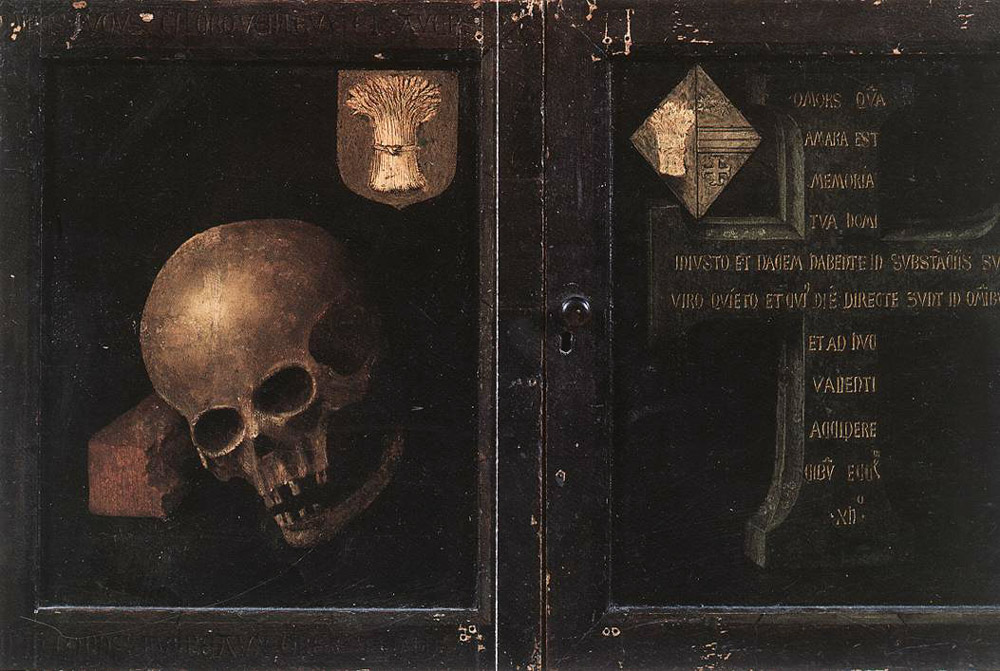
پانل‌های بیرونی سه‌گانه Braque از روخیر فان در ویدن (c. 1452)؛ استخوان‌ها بر روی آجری قرار گرفته‌اند که نمادی از صنعت و دستاورد سابق اوست.

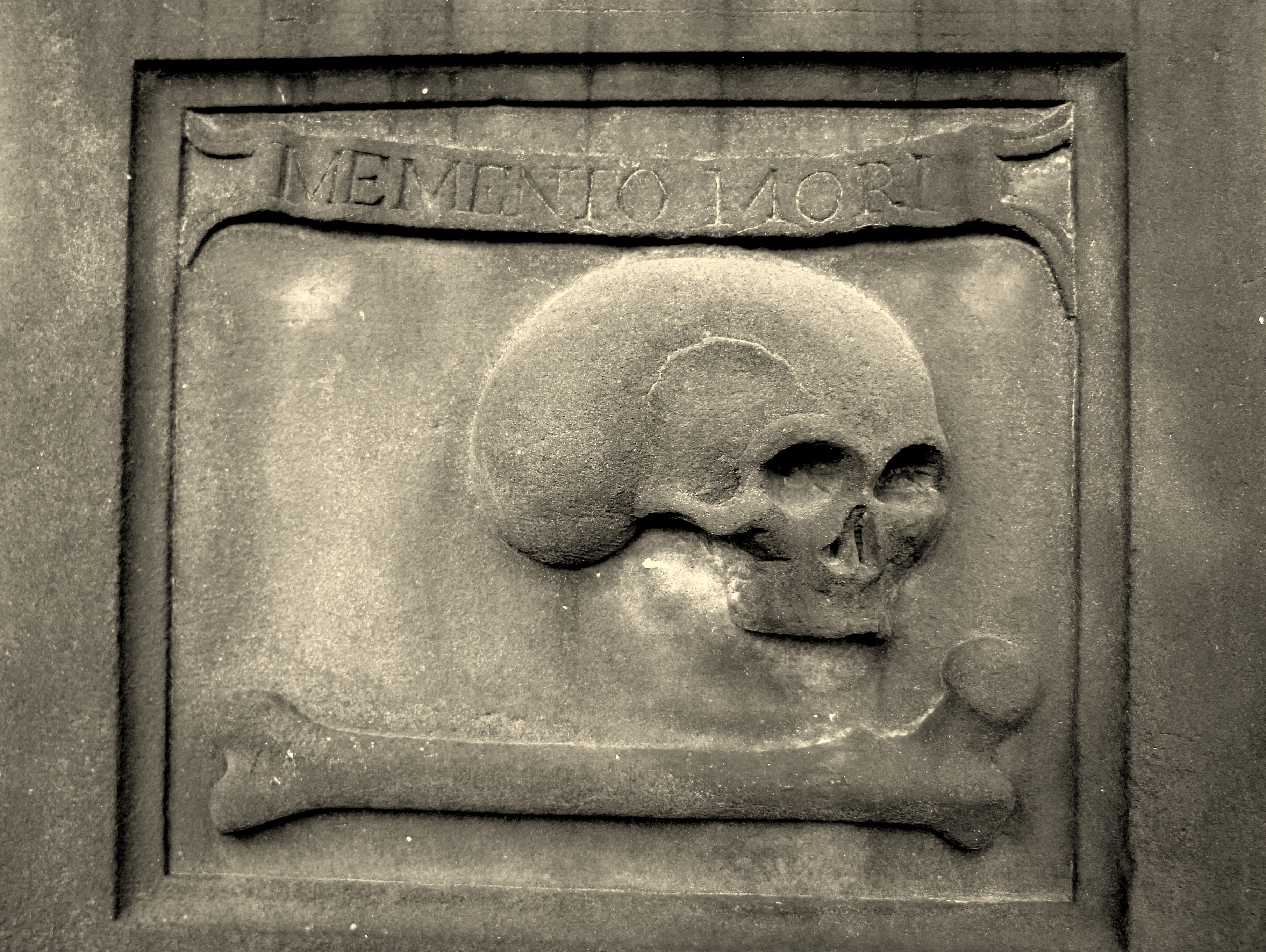
یادگاری موری. کتیبه سنگ قبر (۱۷۴۶). ادینبرو حیاط کلیسای سنت کاتبرت.

ممنتو موری (به لاتین "به خاطر داشته باش که می‌میری.)، عبارت هنری و نمادین که یادآور اجتناب ناپذیر بودن مرگ است. این مفهوم ریشه در فیلسوفان دوران باستان کلاسیک و مسیحیت دارد و در هنر و معماری تدفین از دوره قرون وسطی به بعد ظاهر شد.
رایج‌ترین نقش‌مایه آن جمجمه ای است که اغلب با یک یا چند استخوان همراه است. این به تنهایی برای برانگیختن استعار کافی است، اما نقوش دیگری مانند تابوت، ساعت شنی و گل‌های پژمرده نشان‌دهنده ناپایداری زندگی انسان است. اغلب اینها در اثری که موضوع اصلی آن چیز دیگری است، مانند پرتره، به کار می‌روند. وانیتاس یک سبک هنری است که مرگ موضوع اصلی آن می‌باشد.

## تلفظ و ترجمه
در انگلیسی، این عبارت معمولاً ‎/məˈmɛntoʊ ˈmɔːri/‎ , mə-MEN-toh MOR-ee تلفظ می‌شود.
Memento دومین شخص مفرد امر فاعل meminī است، به معنی «به خاطر سپردن، به خاطر داشتن»، که معمولاً به عنوان یک هشدار عمل می‌کند: «به خاطر بسپار!» واژه Morī مصدر کنونی فعل مجهول moror «مردن» است.
به سخنی دیگر «مرگ را به خاطر بسپار» یا «به یاد داشته باشید که می‌میرید».

## تاریخچه مفهوم

### در دوران باستان کلاسیک
دموکریتوس فیلسوف، خود را به خلوت رفتن و رفت و آمد به مقبره‌ها عادت می‌داد. در فائدون افلاطون، در لحظاتی که مرگ سقراط بازگو می‌شود، بیان می‌شود که تمرین صحیح فلسفه، جملهٔ «حقیقت چیزی جز مرگ و مرده بودن نیست» است.
رواقیون دوران باستان در استفاده از این مفهوم برجسته بودند. نامه‌های سنکا مملو از دستورهایی برای تعمق در مورد مرگ است. رواقی اپیکتتوس به شاگردان خود گفت که هنگام بوسیدن فرزند، برادر یا دوست خود، باید به خود یادآوری کنند که فانی هستند و لذت آنها را محدود می‌کند، همان‌طور که «کسانی که در پیروزی‌های خود پشت سر انسان می‌ایستند و به آنها یادآوری می‌کنند که فانی هستند». مارکوس آئورلیوس از خواننده (خود) دعوت کرد تا در تأملاتش «به این نکته توجه کند که همه چیزهای فانی چقدر زودگذر و بی‌اهمیت هستند».
در برخی روایت‌های مربوط به پیروزی روم، یک همراه یا غلام پشت سر ژنرال پیروز یا نزدیک آن می‌ایستاد و گهگاه مرگ خود را به او یادآور می‌شد یا از او می‌خواست «به پشت سر نگاه کند». نسخه ای از این هشدار اغلب به عنوان «به یاد داشته باش، سزار، تو فانی هستی» به انگلیسی ارائه می‌شود، برای مثال در کتاب فارنهایت ۴۵۱.

### در یهودیت
چندین آیه در عهد عتیق بر یادآوری مرگ تأکید دارند. در مزمور ۹۰، موسی دعا می‌کند که خدا به قوم خود بیاموزد که «روزهای خود را بشمارند تا قلبی خردمند به دست آورند» (Ps. 90:12). در کتاب جامعه، واعظ اصرار می‌ورزد که «رفتن به خانه عزا بهتر از رفتن به خانه عید است، زیرا این پایان همه بشریت است و زندگان آن را به دل می‌گیرند» (Eccl. 7:2). در اشعیا، عمر انسان با عمر کوتاه علف مقایسه شده‌است: «علف پژمرده می‌شود، گل پژمرده می‌شود، چون نفس خداوند بر آن می‌دمد، بی‌گمان مردم علف هستند» (Is. 40:7).

### در اوایل مسیحیت
عبارت ممنتو موری با رشد مسیحیت توسعه یافت که بر بهشت، جهنم و نجات روح در زندگی پس از مرگ تأکید داشت. ترتولیان، نویسنده مسیحی قرن دوم، ادعا می‌کرد که در طول راهپیمایی پیروزمندانه روم، در هنگام جشن افتخار یک ژنرال پیروز، کسی پشت سر وی می‌ایستاد، تاجی را بالای سرش می‌گرفت و زمزمه می‌کرد: " Respice post te. Hominem te memento" ("مراقب شما [تا زمان پس از مرگتان] هستم و به یاد داشته باشید که شما [فقط] یک انسان هستید."). اگرچه در دوران مدرن این به یک استناد استاندارد تبدیل شده‌است، در واقع هیچ تاریخ‌نگار دیگری این قصیده را را تأیید نکرده و ممکن است به جای یک گزارش تاریخی دقیق، منشأ در اخلاقیات مسیحی داشته باشد.

### در اروپا از دوران قرون وسطی تا دوران ویکتوریا

#### فلسفه
بعدها این اندیشه در مسیحیت مورد استفاده قرار گرفت، که تأکید شدید آن بر قضاوت الهی، بهشت، جهنم و نجات روح، مرگ را در خط مقدم آگاهی قرار داد. در بافت مسیحی، ممنتو موری یک هدف اخلاقی کاملاً مخالف با مضمون nunc est bibendum (اکنون زمان نوشیدن است) از دوران باستان کلاسیک به دست می‌آید. برای مسیحی، چشم‌انداز مرگ برای تأکید بر پوچی و زودگذر بودن لذت‌های زمینی، تجملات و دستاوردها، و در نتیجه دعوت به تمرکز افکار خود بر چشم‌انداز زندگی پس از مرگ است. یک دستور کتاب مقدس که اغلب با ممنتو موری مرتبط است «در همه کارهایت به عقوبت پایان خود توجه کن. و تو هرگز گناه نخواهی کرد.» (تعبیر لاتین ولگاته از حکمت یشوع بن سیراخ ۷:۴۰). این امر در آیین‌های چهارشنبه خاکستر، زمانی که خاکستر بر سر نمازگزاران می‌گذارند با این جمله: «به یاد دار که از خاک هستی و به خاک برمی گردی» بیان می‌شود.
ممنتو موری بخش مهمی از سبک‌های زاهدانه بوده‌است و به عنوان وسیله ای برای به کمال رساندن شخصیت با پرورش جدایی و فضایل دیگر و معطوف ساختن توجه به جاودانگی روح و زندگی پس از مرگ است.

#### معماری

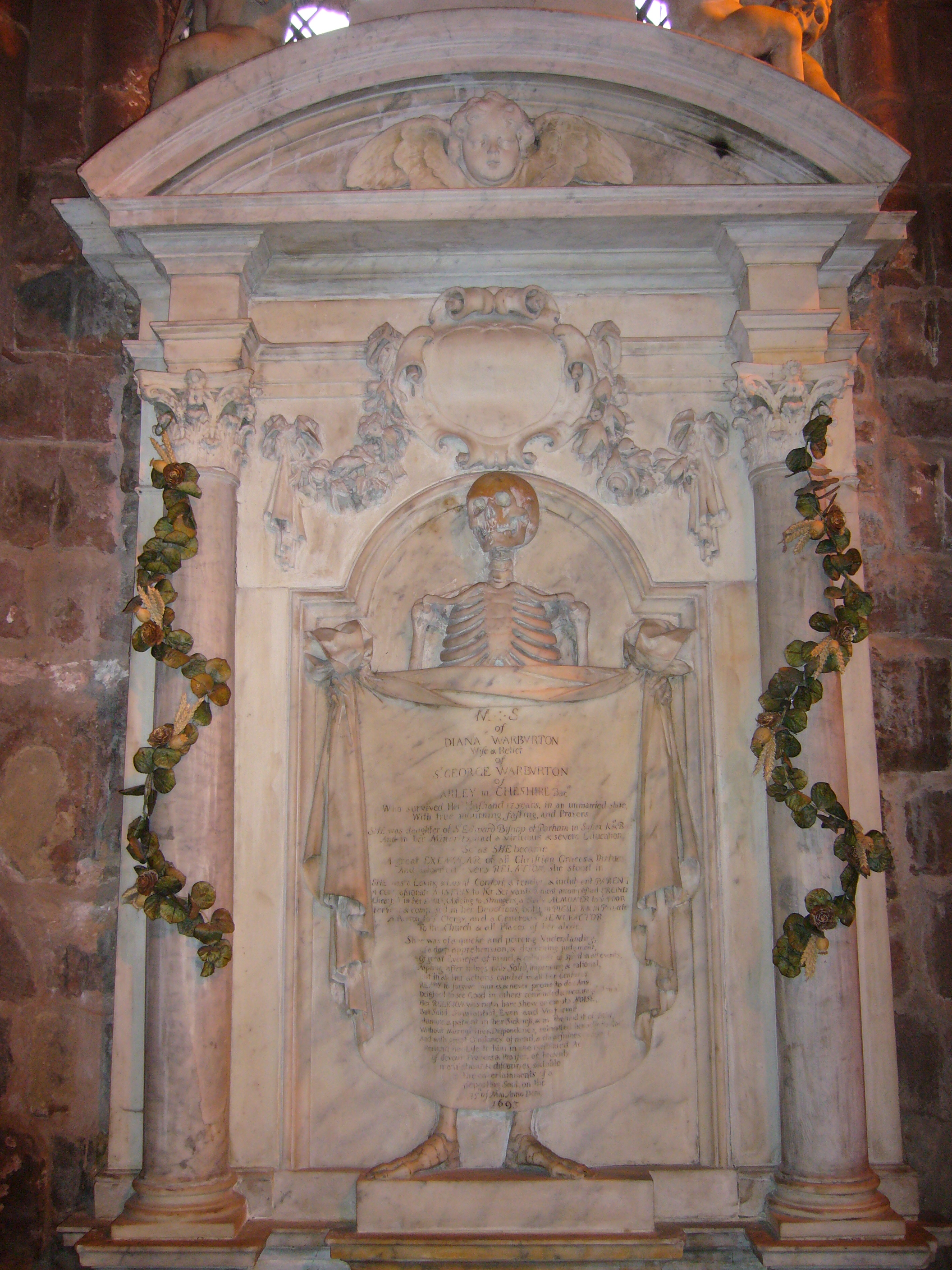
اسکلت بدون کفن بر روی مقبره دایانا واربرتون (مورخ ۱۶۹۳) در کلیسای سنت جان باپتیست، چستر

واضح‌ترین مکان‌ها برای جستجوی ممنتو موری در هنر و معماری تشییع جنازه است. شاید چشمگیرترین مورد برای اذهان معاصر، مقبره ترانزیت باشد، مقبره ای که جسد پوسیده متوفی را به تصویر می‌کشد. این معماری در قرن پانزدهم تبدیل به یک مد در مقابر ثروتمندان شد و نمونه‌های باقی‌مانده هنوز هم یادآور بیهودگی دارایی‌های زمینی هستند. بعدها، سنگ‌های مقبره پیوریتن‌ها در ایالات متحده غالباً جمجمه‌های بالدار، اسکلت‌ها یا فرشتگان را نشان می‌دادند که شمع‌ها را خاموش می‌کردند.
نمونه دیگری از ممنتو موری توسط کلیساهای استخوانی مانند Capela dos Ossos در اوورا یا سرداب کاپوچین در رم است. در این کلیساها، دیوارها به‌طور کامل یا جزئی توسط بقایای انسان، عمدتاً استخوان، پوشیده شده‌است. در ورودی Capela dos Ossos این جمله نوشته شده‌است: «ما استخوان‌هایی که اینجا برهنه دراز کشیده‌ایم، منتظر استخوان‌های شما هستیم.»

#### هنر تجسمی

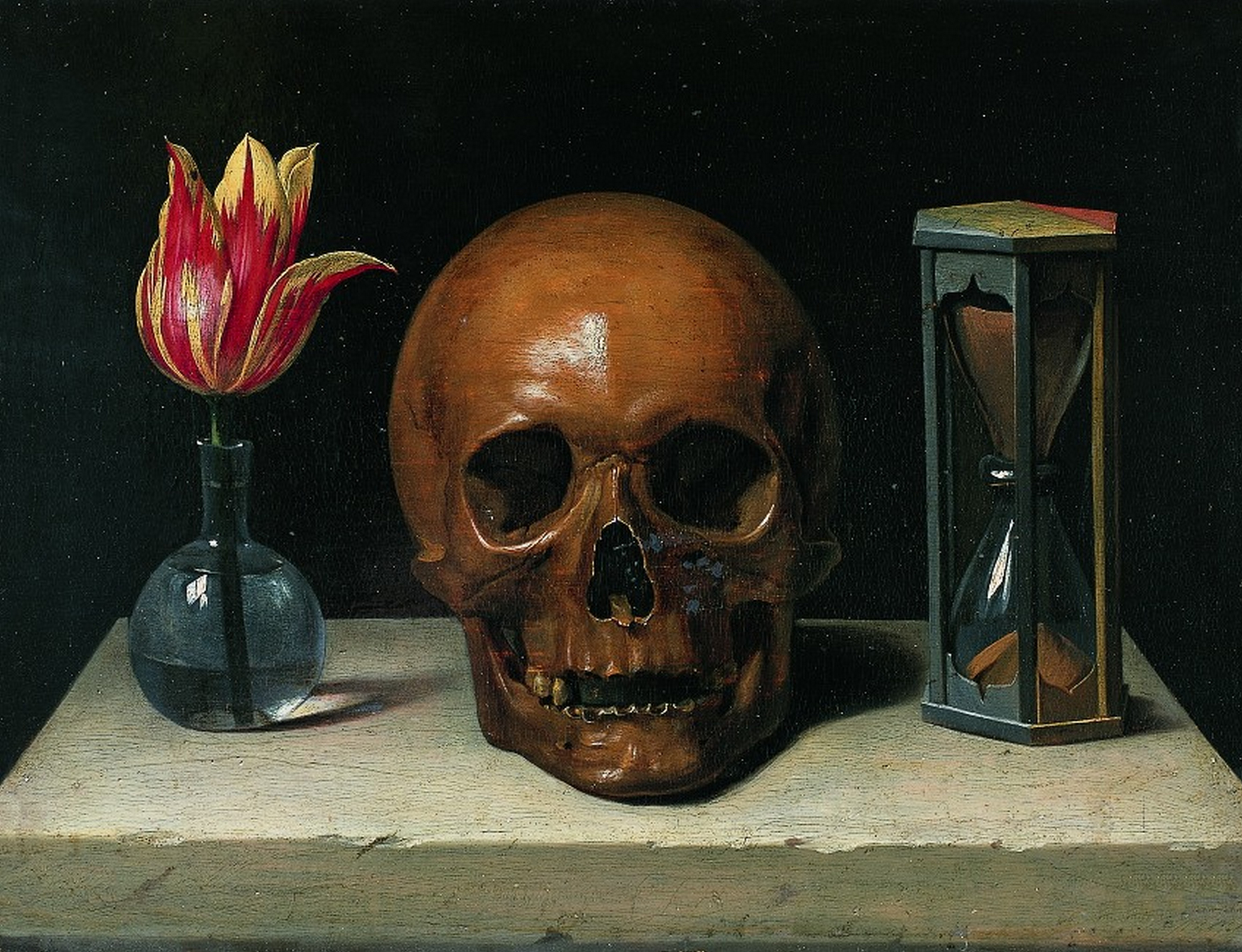
وانیتاس فیلیپ دو شامپانی (c. 1671) به سه اصل اساسی تقلیل می‌یابد: زندگی، مرگ و زمان

از ساعت‌ها برای نشان دادن این موضوع استفاده شده‌است که زمان زندگی روی زمین با گذشت هر دقیقه کوتاه‌تر می‌شود. ساعتهای عمومی با شعارهایی مانند ultima forsan ("شاید آخرین ساعت") یا omnes(آسیب‌پذیر)، ultima necat ("همه زخمی می‌شوند و در آخر کشته خواهند شد") و tempus fugit ("زمان می‌گریزد") تزئین می‌شوند. ماری، ملکه اسکاتلند، ساعت بزرگی داشت که به شکل جمجمه ای نقره ای و با خطوط هوراس مزین به جملهٔ "مرگ رنگ پریده با همان سرعت بر کلبه‌های فقرا و برج‌های پادشاهان می‌کوبید." شده بود.
در اواخر شانزدهم و تا قرن هفدهم، جواهرات ممنتو موری مرسوم بود. این جواهرات شامل حلقه‌های عزا، آویزها، نگارآویز و سنجاق‌های سینه بود. این قطعات نقش‌های کوچکی از جمجمه، استخوان و تابوت را به‌علاوه پیام‌ها و نام‌های درگذشتگان، با فلزات گرانبها و میناکاری نشان می‌دادند.
در همان دوره، ژانر هنری به نام وانیتاس در لاتین به معنای «تهی» یا «غرور» ظهور کرد. نقاشی‌های وانیتاس که مخصوصاً در هلند محبوب بودند، مجموعه‌ای از اشیاء نمادین مانند جمجمه‌های انسان، شمع‌های ناودان، گل‌های پژمرده، حباب‌های صابون، پروانه‌ها و ساعت شنی را نشان می‌دادند. مجامع وانیتاس در ترکیب، ناپایداری تلاش‌های انسان و زوالی را که با گذشت زمان اجتناب‌ناپذیر است، نشان می‌داد.

#### ادبیات
ممنتو موری از جمله موضوعات مهم ادبی است. تأملات ادبی معروف در مورد مرگ در نثر انگلیسی عبارتند از  «هیدروتافیا» از توماس براون،  «زندگی مقدس و مرگ مقدس» و  «دفن سنگدان» اثر جرمی تیلور. این آثار بخشی از فرقه مالیخولیا متعلق به دوره جاکوبین بودند که پایان دوره الیزابت را نشان داد. در اواخر قرن هجدهم، سوگواره ادبی یک سبک رایج بود. مرثیه توماس گری نوشته شده در حیاط کلیسایی روستایی و اندیشه‌های شبانه ادوارد یانگ از این سبک هستند.

#### موسیقی
جدا از ژانر رکوئیم و موسیقی خاکسپاری، سنت غنی ممنتو موری در موسیقی اولیه اروپا نیز وجود دارد. به‌ویژه آنهایی که در طی همه‌گیریهای مکرر طاعون خیارکی از دهه ۱۳۴۰ به بعد با مرگ همیشگی مواجه بودند، سعی کردند با پیش‌بینی پدیده‌های اجتناب‌ناپذیر در سرودها، خود را سر سخت‌تر کنند. اشعار اغلب به زندگی به عنوان یک دره اشک ضروری و خدادادی و به مرگ به عنوان باج می‌نگریستند و به مردم یادآوری می‌کردند که زندگی‌های بدون گناه داشته باشند تا در روز حساب شانسی داشته باشند. دو مصراع لاتین زیر (همراه با ترجمه) نمونه ای از ممنتو موری در موسیقی قرون وسطی است:
| زندگی کوتاه است و به زودی تمام خواهد شد. مرگ به سرعت می‌آید و به کسی احترام نمی‌گذارد، مرگ همه چیز را نابود می‌کند و به هیچ‌کس رحم نمی‌کند. به سوی مرگ می‌شتابیم، از گناه خودداری کنیم. اگر به عقب برنگردی و مثل یک بچه نباشی، و زندگی خود را برای بهتر شدن تغییر دهید، شما نمی‌توانید، مبارک، به ملکوت خدا وارد شوید. به سوی مرگ می‌شتابیم، از گناه خودداری کنیم. | Vita brevis breviter in brevi finietur, Mors venit velociter quae neminem veretur, Omnia mors perimit et nulli miseretur. Ad mortem festinamus peccare desistamus. Ni conversus fueris et sicut puer factus Et vitam mutaveris in meliores actus, Intrare non poteris regnum Dei beatus. Ad mortem festinamus peccare desistamus. |
| | |

#### دنسی ترسناک
دنسی ترسناک یکی دیگر از نمونه‌های شناخته شده تم ممنتو موری است که با تصویر رقصی از تجسم مرگ که ثروتمندان و فقیران را به‌طور یکسان با خود می‌برد. این تصویر و تصاویر مشابه از مرگ در بسیاری از کلیساهای اروپایی دیده می‌شود.

## نگارخانه

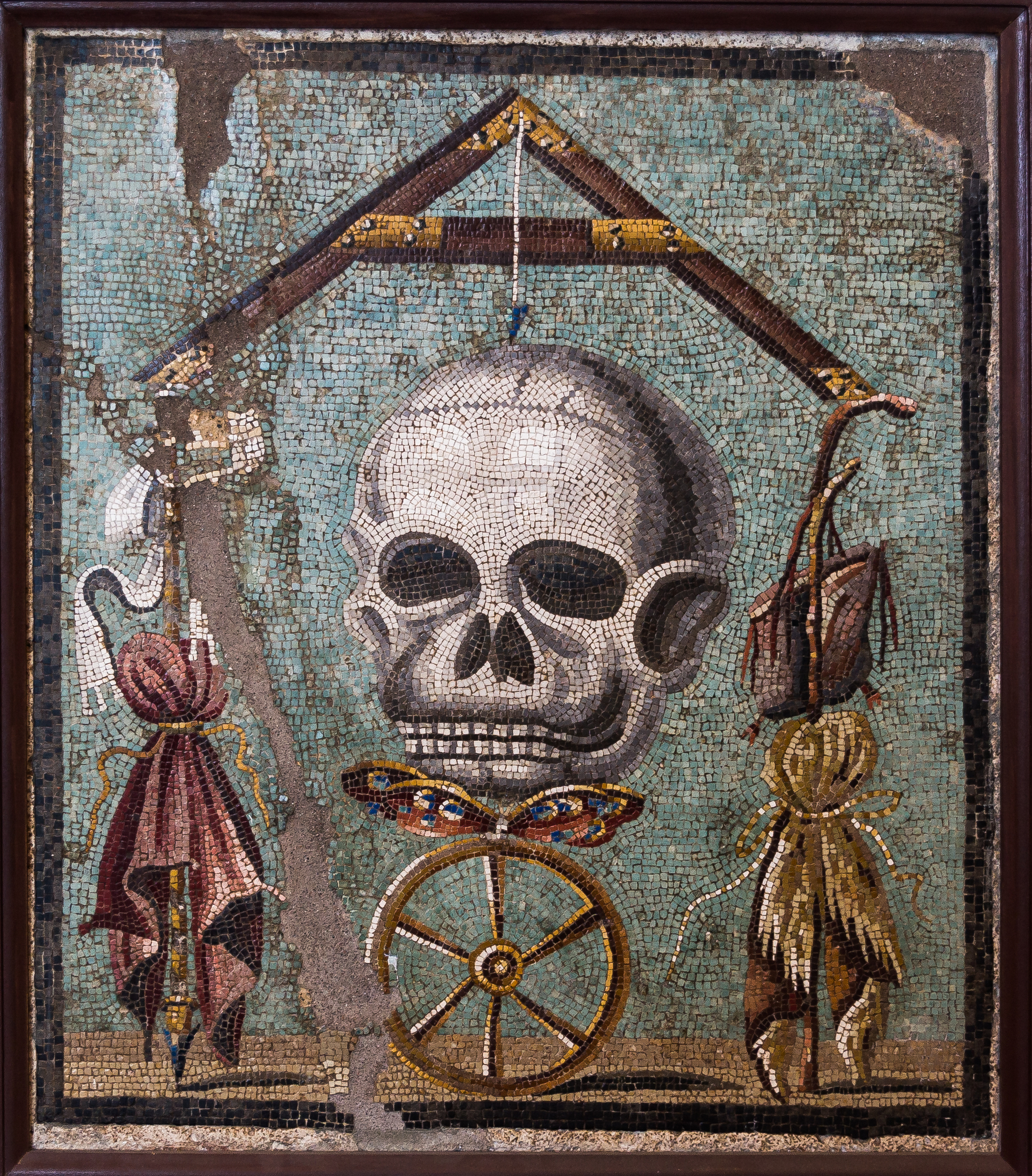
موزاییک رومی نشان دهنده چرخ بخت است که می‌تواند ثروتمندان را فقیر و فقرا را ثروتمند کند. در واقع، هر دو حالت بسیار متزلزل هستند. مرگ و زندگی به یک نخ آویزان هستند: وقتی نخ پاره می‌شود ، روح به پرواز در می‌آید. و بدین ترتیب همه برابر خواهند شد.
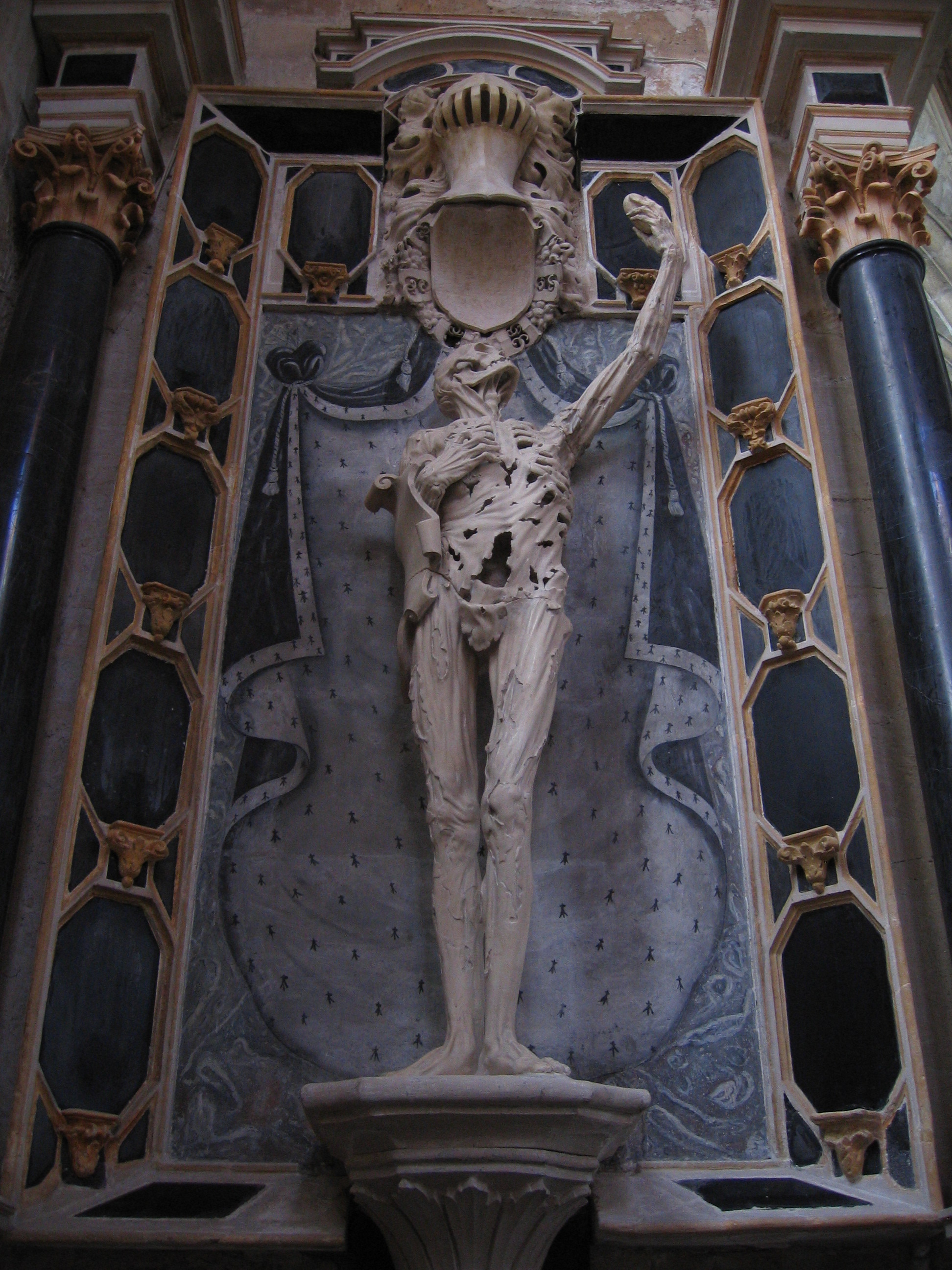
شاهزاده اوارنژ رنه شالون در سال ۱۵۴۴ در سن ۲۵ سالگی درگذشت. بیوه او مجسمه سازی را مأمور کرد تا در مقبره جسد وی را به گونه ای نشان دهد که گویی او قلب خود را به خداوند تقدیم کرده و در برابر شکوه و جلال املاک دنیوی سابقش قرار دارد . (کلیسای سنت اتین، بار لو دوک )
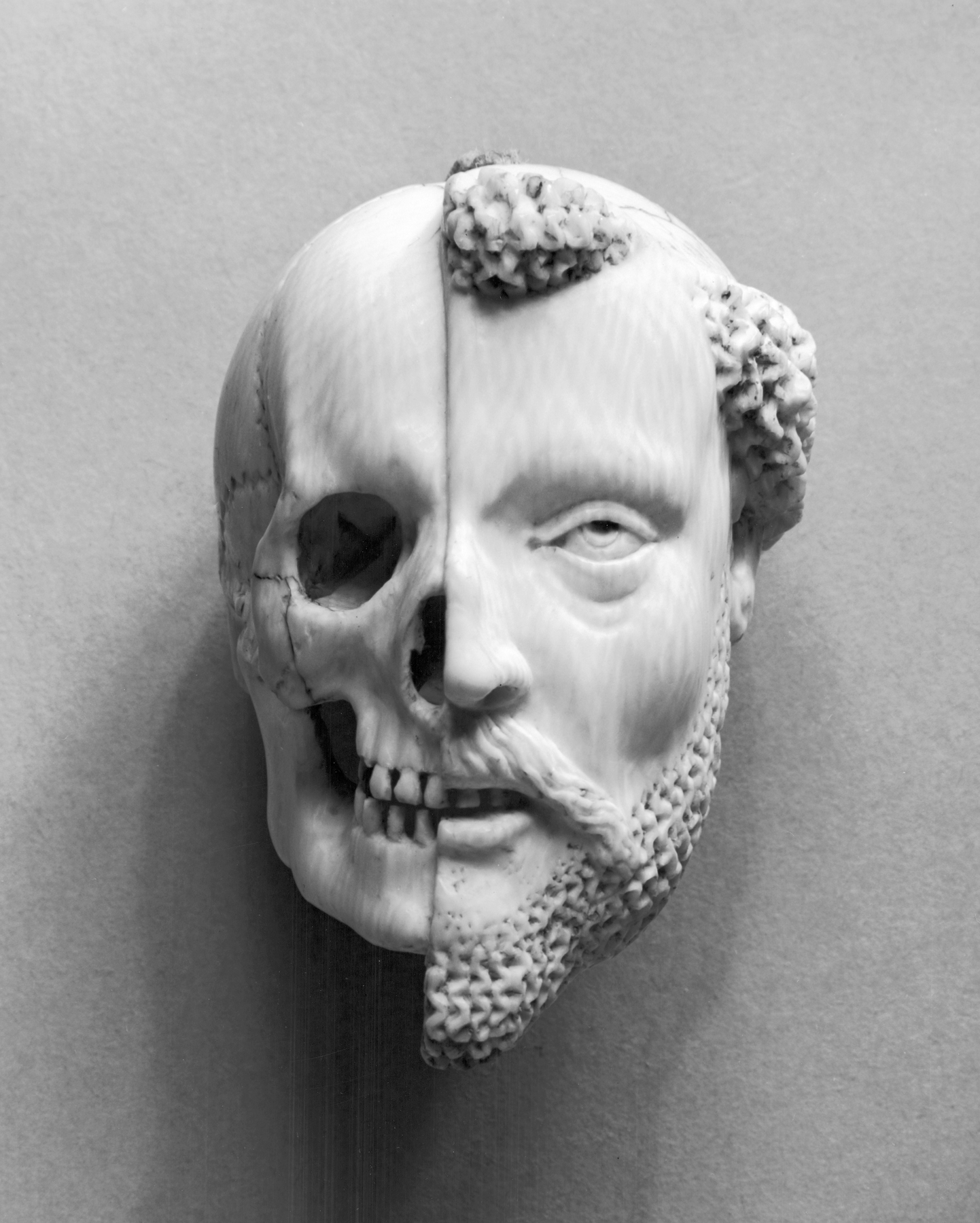
آویز فرانسوی راهب و مرگ از جنس عاج متعلق به قرن ۱۶/۱۷ میلادی ، یادآور مرگ و قطعیت رخداد آن ( موزه هنر والترز )
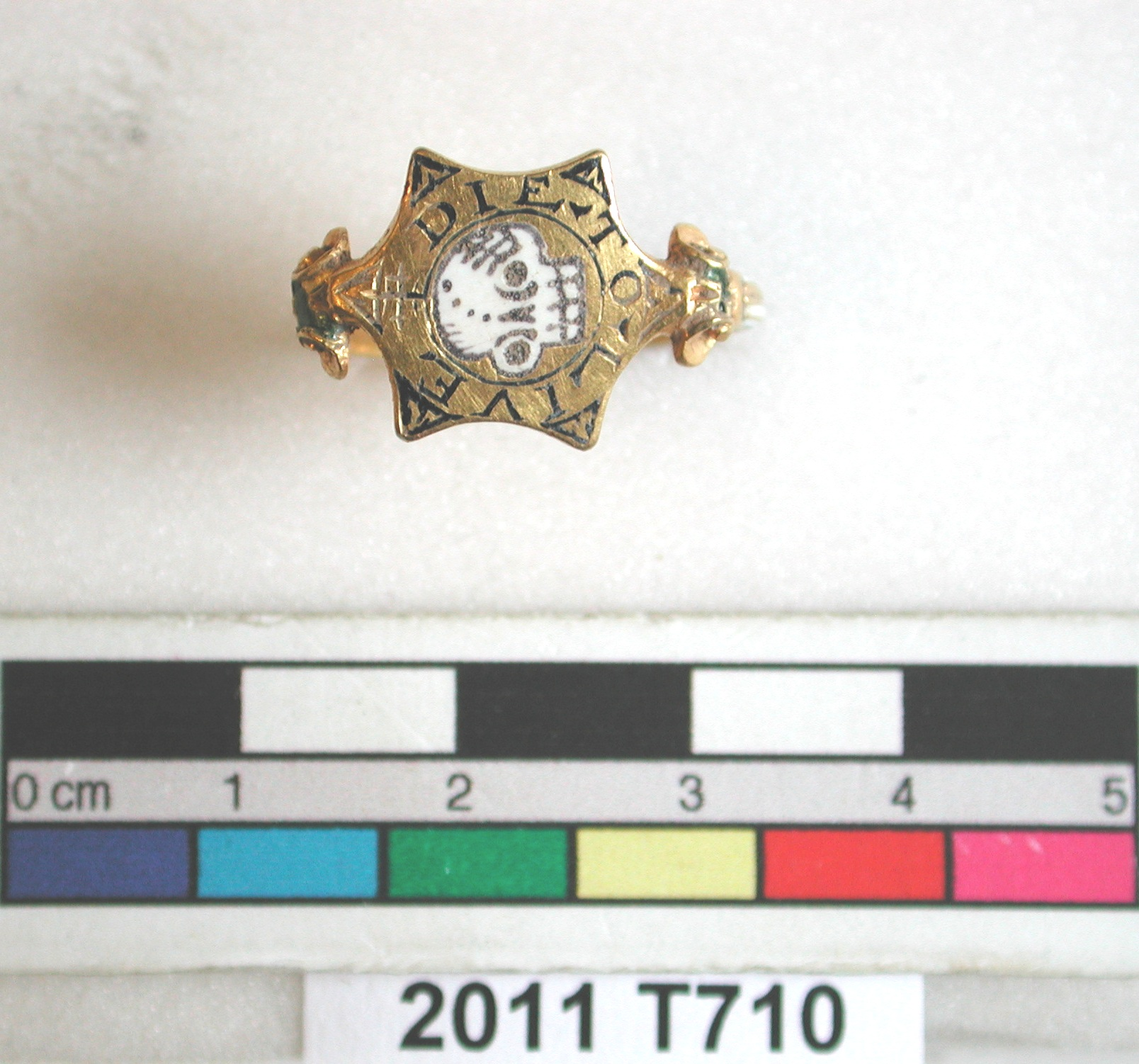
انگشتر ممنتو موری، با جمجمه میناکاری شده و پیام «بمیر تا زندگی کنی» (متعلق به ۱۵۰۰ و ۱۶۵۰، موزه بریتانیا ، لندن، انگلستان)
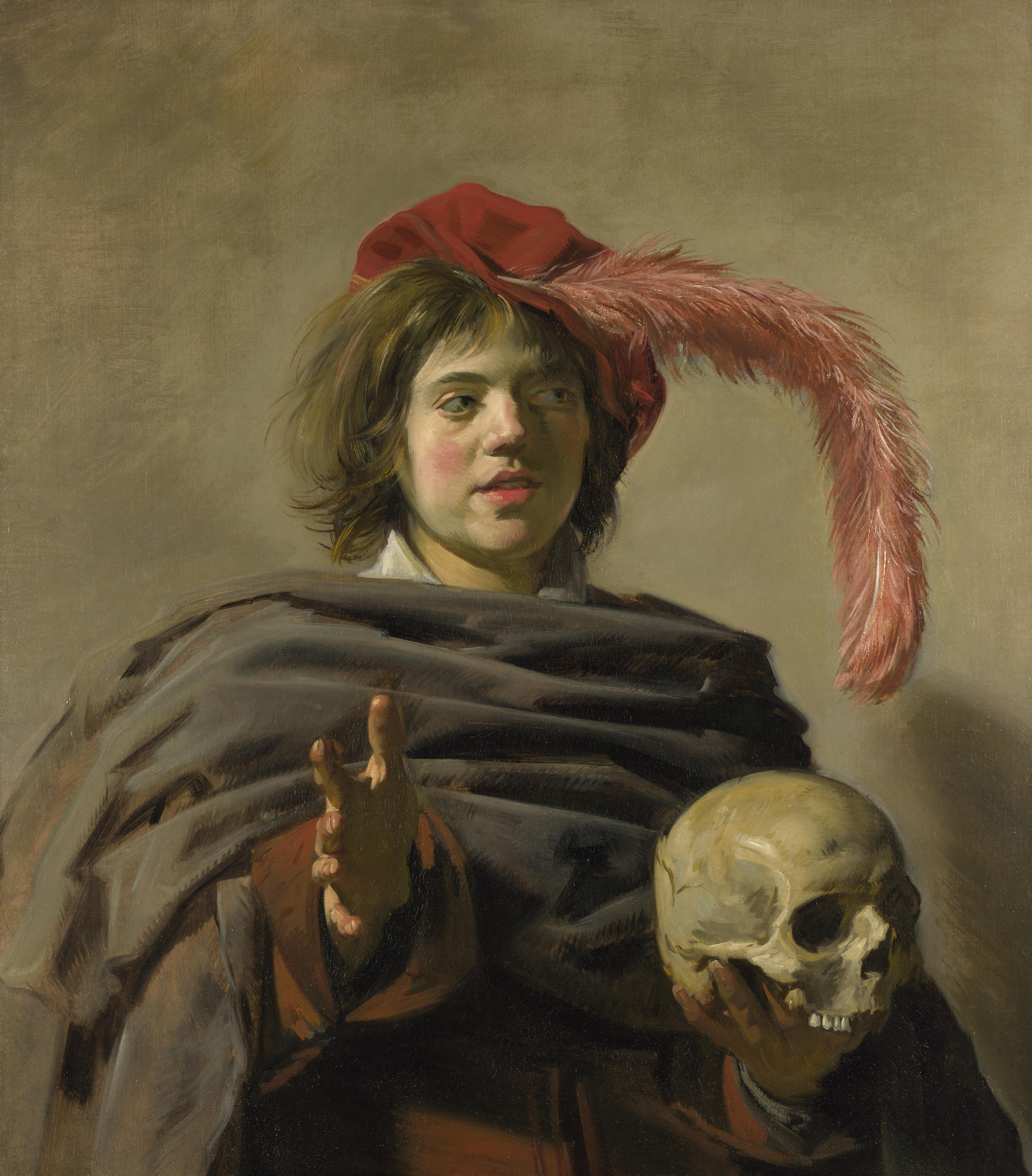
مرد جوان با جمجمه اثر فرانس هالس ، ح. 1626–1628
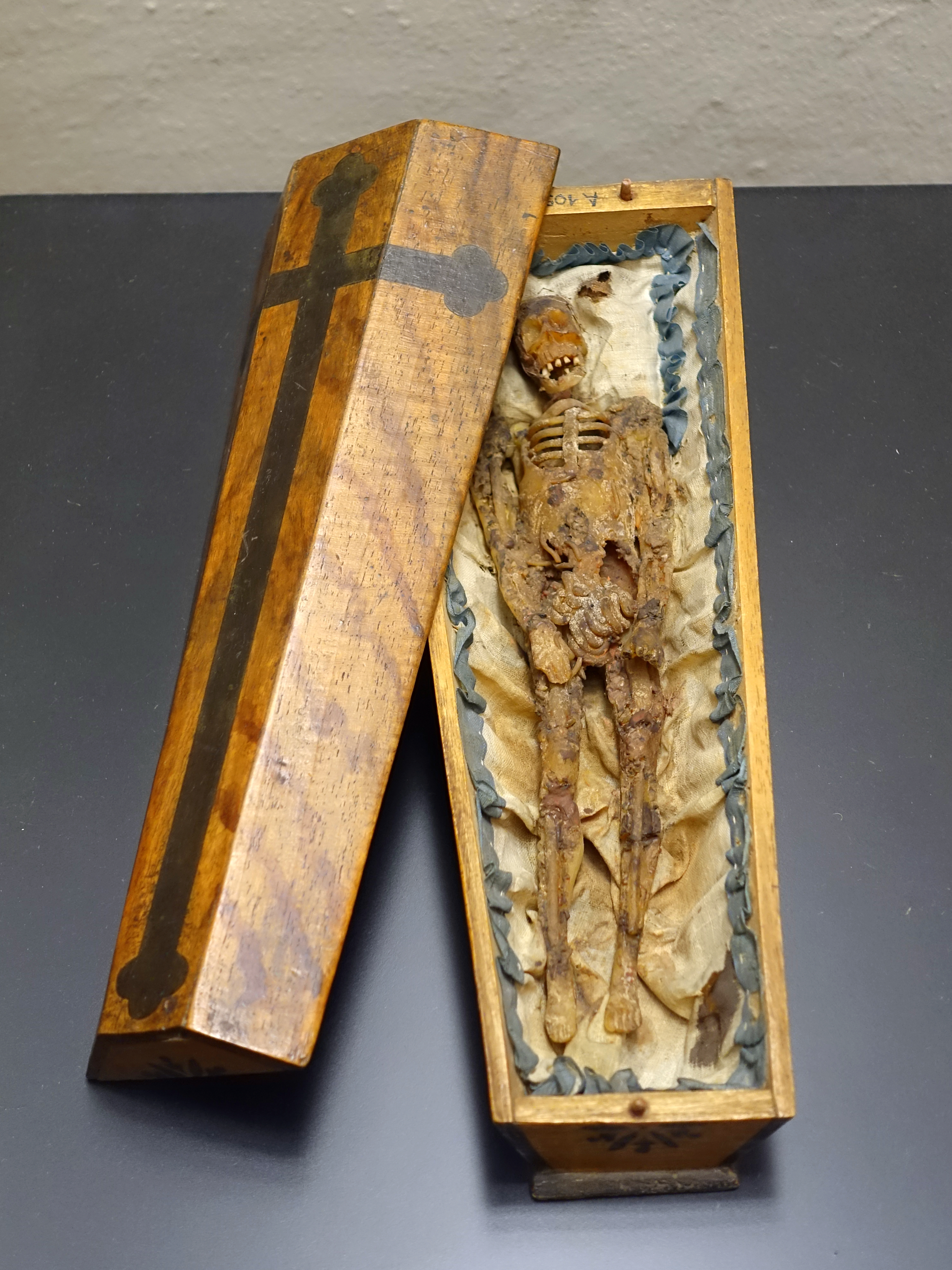
مومیایی روی ابریشم در یک تابوت چوبی متعلق به قرن ۱۷ (موزه Schnütgen، کلن، آلمان)
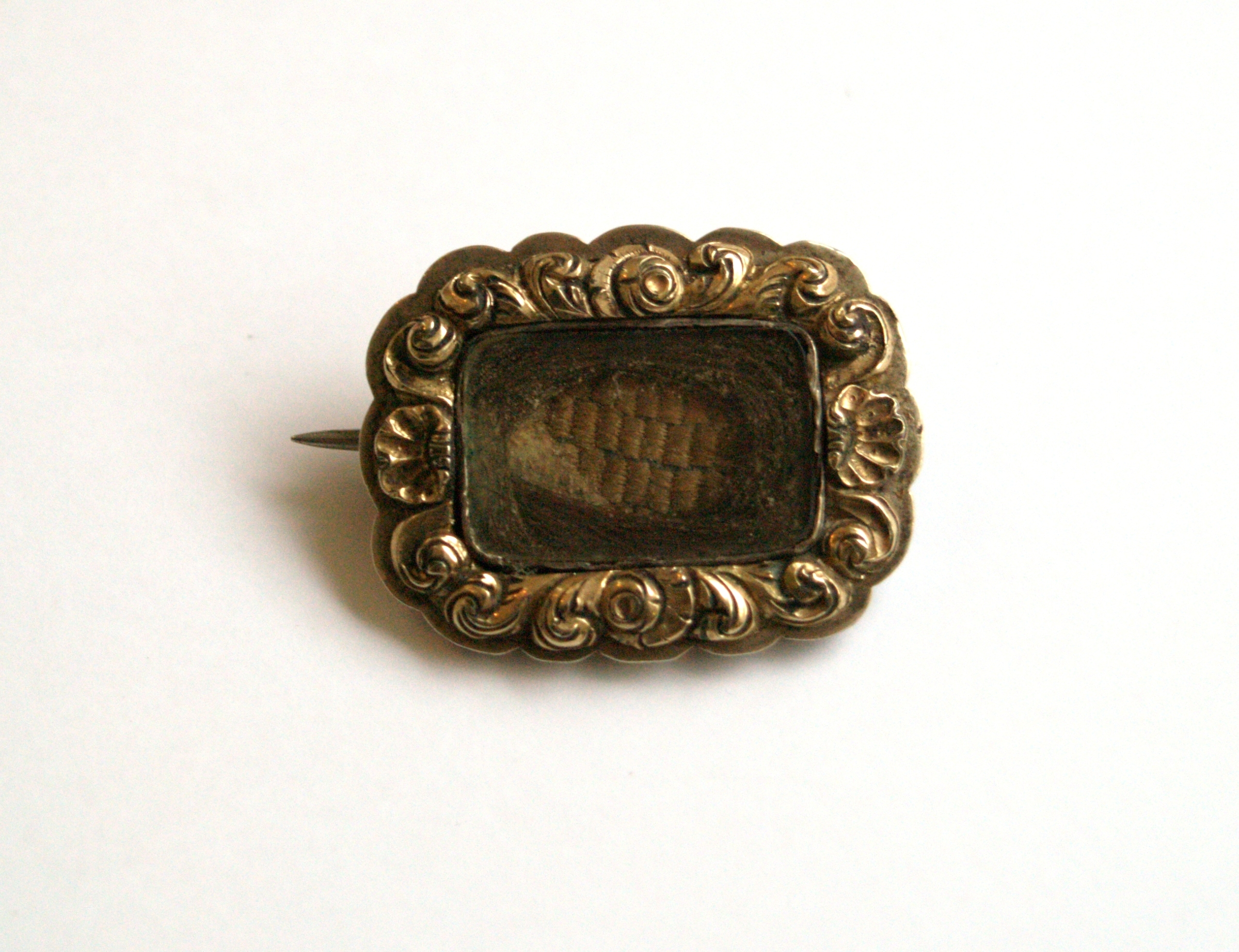
سنجاق عزاداری با موهای بافته شده، ١٨۴٣ ( موزه یادبود جنگ اوکلند تاماکی پانگا هیرا ، نیوزیلند)
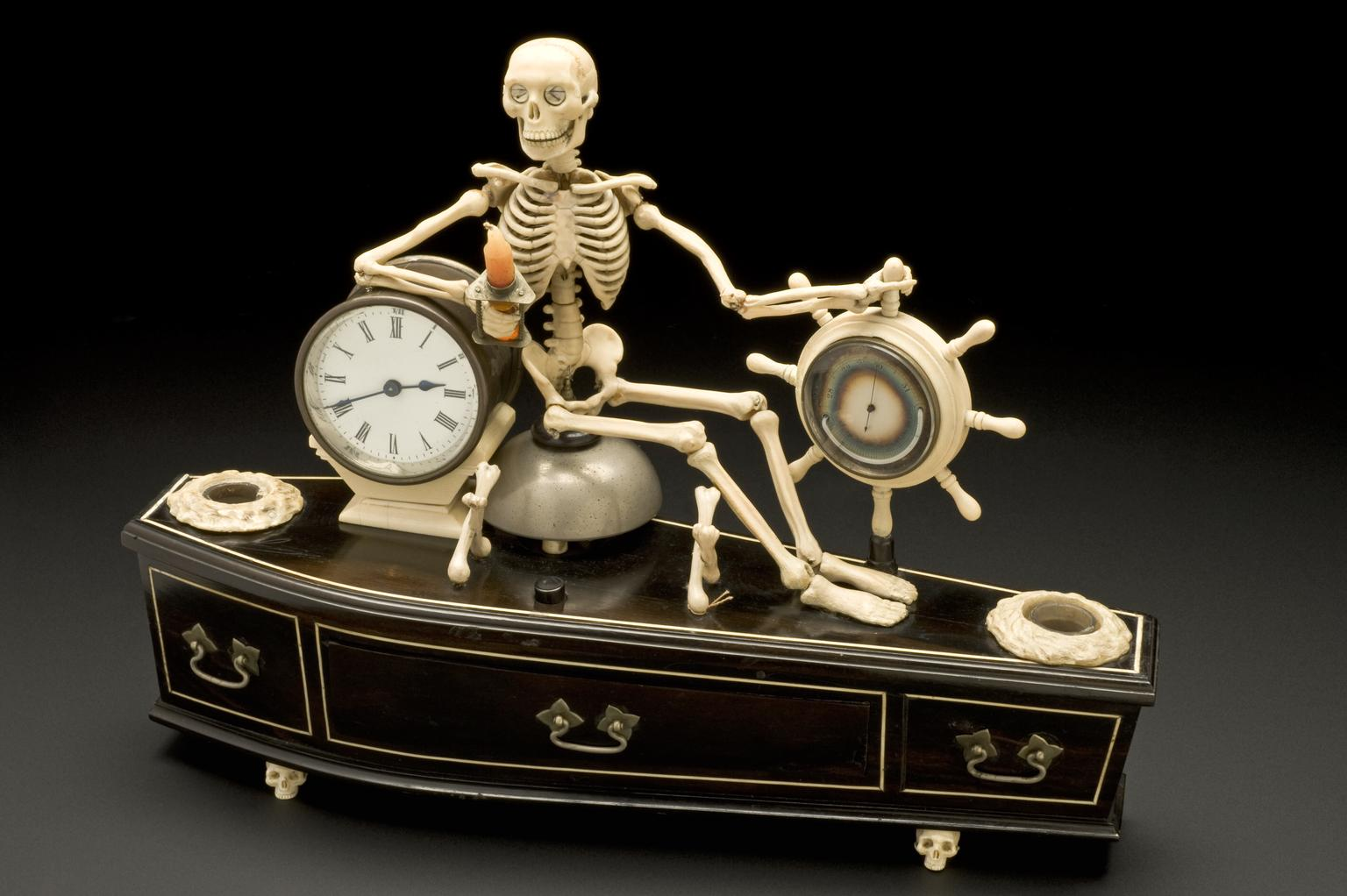
ساعت زنگ دار، نصب شده بر روی مدل تابوت، احتمالا انگلیسی، ١٨۴٠-١٩٠٠ ( موزه علوم، لندن )
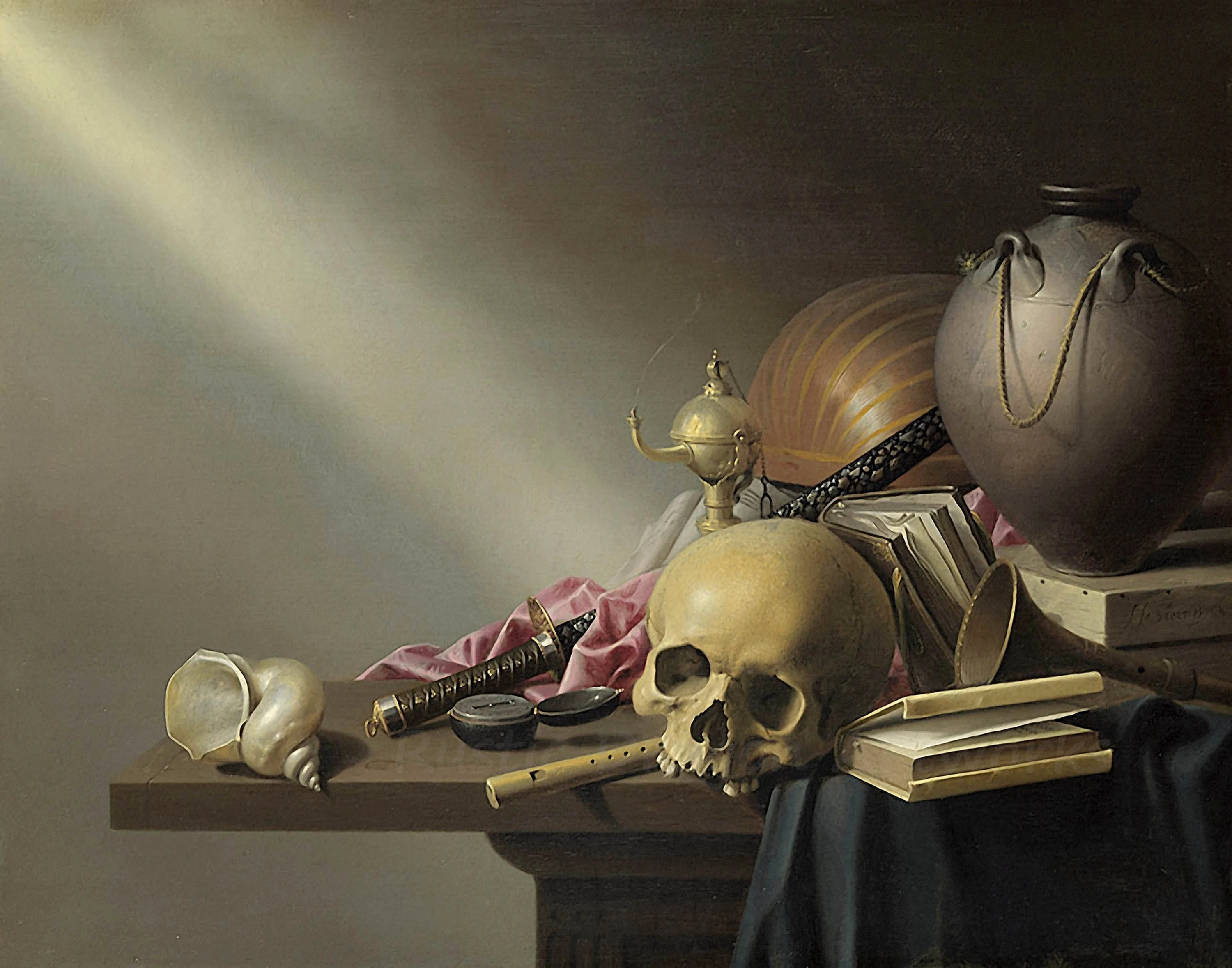
وانیتاس هلندی که با مضمون آگاهی از مرگ
«سفیران» اثر هانس هلباین شامل تصویری تحریف شده از یک جمجمه در پایین نقاشی است.

### سلام زاهدان سنت پل فرانسه
ممنتو موری سلامی بود که توسط زاهدان سنت پل فرانسه (۱۶۲۰–۱۶۳۳) که به برادران مرگ نیز معروف بودند، استفاده می‌شد.

### در آمریکای پیوریتن

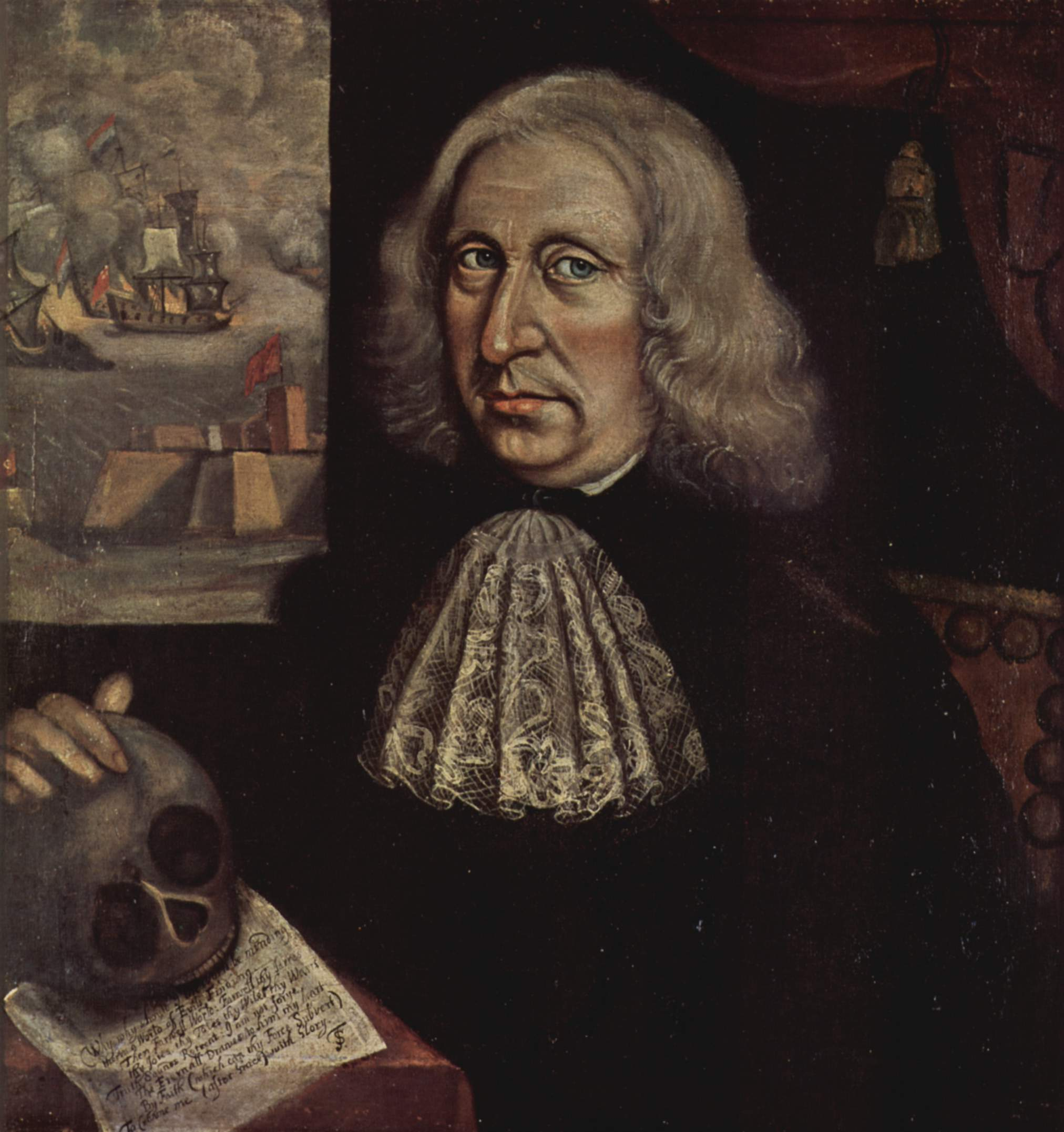
خودنگاره توماس اسمیت

جامعه پیوریتن‌ها در قرن هفدهم آمریکای شمالی به هنر با دیده تحقیر می‌نگریست زیرا معتقد بودند که هنر مؤمن را از خدا دور می‌کند و اگر از خدا دور باشد، تنها می‌تواند به شیطان ملحق شود. با این حال، پرتره‌ها به عنوان سوابق تاریخی در نظر گرفته شده و به همین دلیل مجاز بودند. توماس اسمیت، یک پیوریتن قرن هفدهمی، در بسیاری از نبردهای دریایی شرکت می‌کرد و همچنین دستی در نقاشی داشت. در خودنگاره او، ما این تعقیب‌ها را در کنار یک یادگار پیوریتن معمولی با جمجمه می‌بینیم که حاکی از آگاهی او از مرگ قریب‌الوقوع است.

### روز مردگان در مکزیک

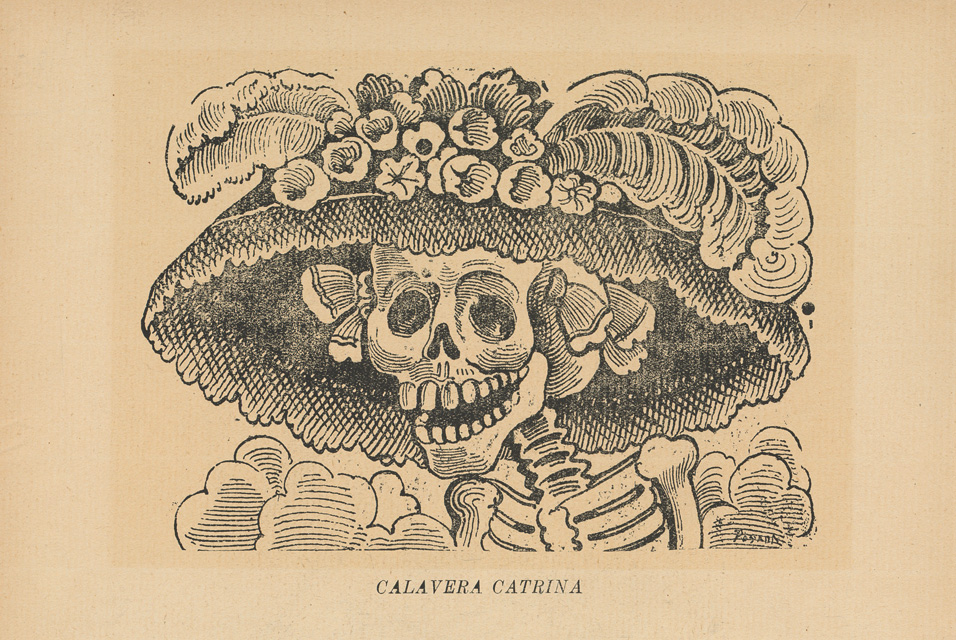
لا کالاورا کاترینا محصول ۱۹۱۰

بسیاری از هنرهای ممنتو موری با فستیوال مکزیکی روز مردگان، از جمله آب نبات‌های جمجمه ای شکل و نان‌های تزئین شده با استخوان مرتبط است.
این موضوع همچنین در آثار حکاکی مکزیکی خوزه گوادالوپ پوسادا، که در آن افراد از طبقات مختلف زندگی به صورت اسکلت به تصویر کشیده شده‌اند، دیده می‌شود.
از دیگر مظاهر ممنتو موری در مکزیک "Calavera" است. یک ترکیب ادبی در قالب شعر که معمولاً به افتخار شخصی که هنوز زنده است نوشته می‌شود، اما طوری نوشته می‌شود که گویی آن شخص مرده‌است. این آهنگ‌ها لحن کمدی دارند و اغلب در طول روز مردگان از یک دوست به دوست دیگر ارائه می‌شوند.

### فرهنگ معاصر
رومن کرزناریچ پیشنهاد می‌کند که ممنتو موری موضوع مهمی برای بازگرداندن به افکار و سیستم اعتقادی ما است.
آلبر کامو می‌گوید: «با مرگ کنار بیایید، پس از آن هر چیزی ممکن است.» ژان پل سارتر بیان کرد که زندگی زود به ما داده می‌شود و در پایان کوتاه می‌شود، در حالی که در هر مرحله از راه از بین می‌رود و تأکید می‌کند که پایان تنها آغاز هر روز است.

## مفاهیم مشابه در ادیان و فرهنگ‌های دیگر

### در بودیسم
تمرین بودایی ماراناساتی دربارهٔ مرگ مراقبه می‌کند. این کلمه ترکیبی از مارنا «مرگ» (هم خانواده هندواروپایی لاتین mori) و ساتی به معنی «آگاهی» است که بسیار نزدیک به واژه ممنتو موری است.

### در ذن ژاپن و فرهنگ سامورایی
در ژاپن، تأثیر تفکر ذن بودایی در مورد مرگ بر فرهنگ بومی را می‌توان با نقل قول زیر از رساله کلاسیک در مورد اخلاق سامورایی، هاگاکوره سنجید:
روش سامورایی، صبح به صبح، تمرین مرگ است، با توجه به اینکه آیا اینجا خواهد بود یا آنجا، تصور زیباترین شیوه مردن، و قرار دادن ذهن خود در مرگ. اگرچه این ممکن است سخت‌ترین کار باشد، اما اگر کسی [بتواند] این را تمرین کند، از آن پس کاری نیست که قادر به فعل آن نباشد.

### در بودیسم تبتی

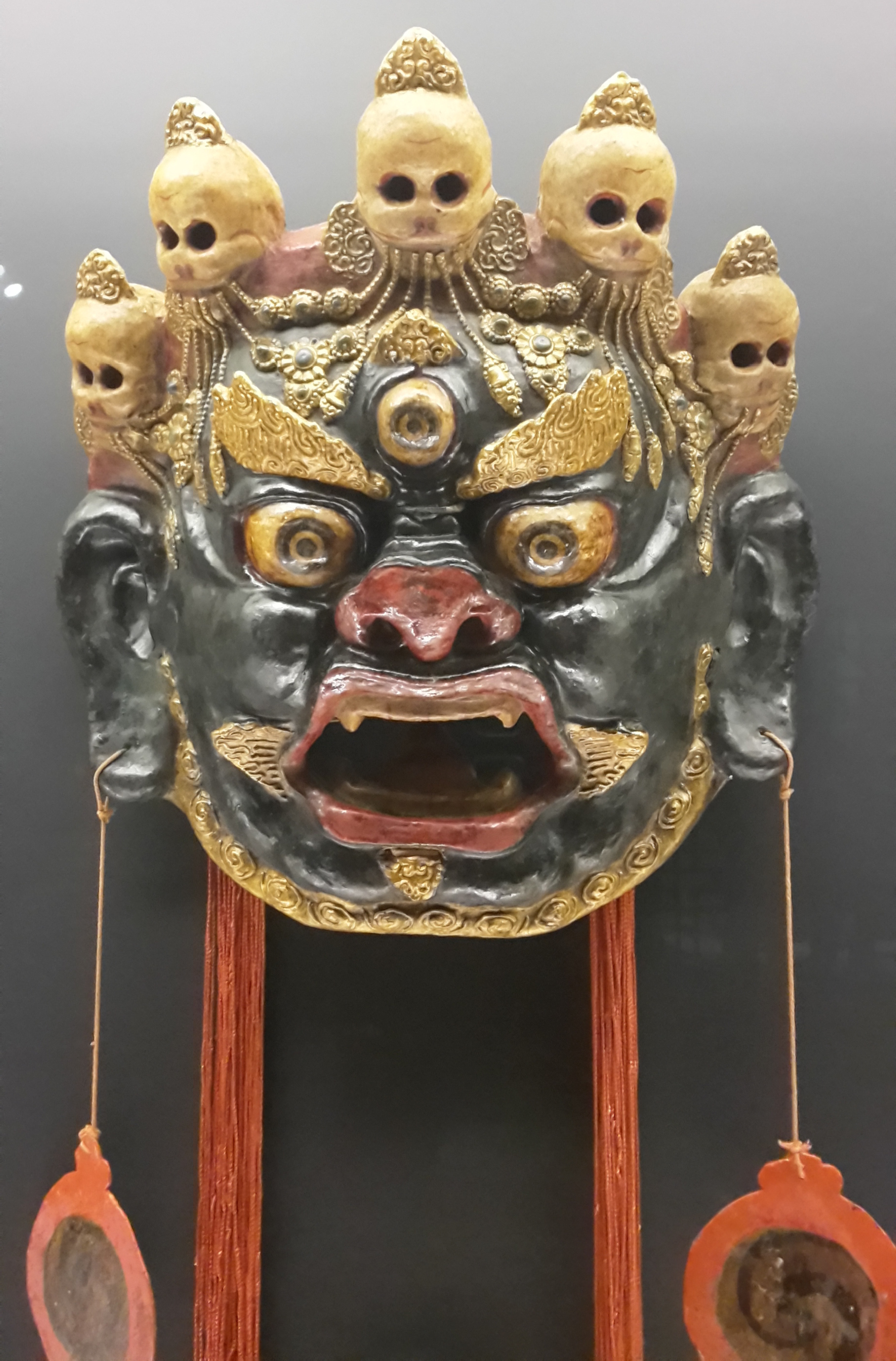
ماسک سیتیپاتی تبتی که ماهاکالا را به تصویر می‌کشد. ماسک جمجمه سیتیپاتی یادآور ناپایداری زندگی و چرخه ابدی زندگی و مرگ است.

در بودیسم تبتی، تمرین ذهنی تحت عنوان لوجونگ وجود دارد. مراحل اولیه لوجونگ کلاسیک با «چهار فکری که ذهن را برمی‌گرداند» یا به معنای واقعی‌تر، «چهار تفکر برای ایجاد انقلاب در ذهن» آغاز می‌شود. دومین مورد از این چهار، تفکر در ناپایداری و مرگ است. به‌طور خاص، شخص در جملات زیر تأمل می‌کند:
- همه چیزهای مرکب ناپایدار هستند.
- بدن انسان یک چیز مرکب است.
- بنابراین مرگ بدن مسلم است.
- زمان مرگ نامشخص و خارج از کنترل ماست.

#### لالیتویستارا سوترا
مطلب زیر از Lalitavistara Sūtra، اثری مهم در قانون کلاسیک سانسکریت است:
| سه جهان مانند ابرهای پاییزی زودگذرند. موجودات مانند اجرای صحنه ای به نمایش در می‌آیند و می‌روند. امواج متلاطم، مانند تندروهایی بر فراز صخره‌ای با شتاب می‌روند. مانند رعد و برق، سرگردانان در سامسارا به وجود می‌آیند و در لحظه ای ناپدید می‌شوند. موجودات از رنج بیماری و پیری، و بدون هیچ دفاعی در برابر شراره مرگ می‌سوزند سرگشتگان که به وجود دنیوی پناه می‌برند مثل زنبورهایی که در کوزه به دام افتاده‌اند، دور و بر بچرخانند. | अध्रुवं त्रिभवं शरदभ्रनिभं नटरङ्गसमा जगिर् ऊर्मिच्युती। गिरिनद्यसमं लघुशीघ्रजवं व्रजतायु जगे यथ विद्यु नभे॥ ज्वलितं त्रिभवं जरव्याधिदुखैः मरणाग्निप्रदीप्तमनाथमिदम्। भवनि शरणे सद मूढ जगत् भ्रमती भ्रमरो यथ कुम्भगतो॥ |
| | |

#### اوداناوارگا
یک آیه بسیار معروف در قوانین پالی، سانسکریت و تبت بیان می‌کند:
| هر آنچه به دست می‌آید، روزی از بین خواهد رفت هر آنچه که بر فراز در آید، روزی سقوط خواهد کرد به یقین بعد از دیدار، جدایی خواهد بود هر آنچه که متولد می‌شود، یقیناً روزی خواهد مرد. | सर्वे क्षयान्ता निचयाः पतनान्ताः समुच्छ्रयाः \| सम्योगा विप्रयोगान्ता मरणान्तं हि जीवितम् \|۱٬۲۲\| |
| |                                                                  |

|  |  |
|  |  |

#### در آثار بودایی تبتی مدرن تر
یانگ تانگ رینپوچه، استاد معاصر تبتی، در متن کوتاه خود «خلاصه دیدگاه، مراقبه و رفتار» را اینطور بیان می‌کند:
| شما به زندگی انسانی دست یافته‌اید که یافتن آن دشوار است، قصد روحیه ظهور را برانگیخته اید که برانگیختن آن دشوار است، با یک استاد واجد شرایط ملاقات کرده‌اید که ملاقات با او دشوار است، و شما با دارمای متعالی مواجه شده‌اید که مواجهه با آن دشوار است. بارها و بارها به دشواری دستیابی به چنین زندگی خوب انسانی فکر کنید. اگر زندگی را هدفمند ندانید، [این زندگی] چون چراغی در باد ناپایدار خواهد بود. روی ماندگاری این مدت طولانی حساب نکنید. | །ཁྱེད་རྙེད་དཀའ་བ་མི་ཡི་ལུས་རྟེན་རྙེད། །སྐྱེ་དཀའ་བའི་ངེས་འབྱུང་གི་བསམ་པ་སྐྱེས། །མཇལ་དཀའ་བའི་མཚན་ལྡན་གྱི་བླ་མ་མཇལ། །འཕྲད་དཀའ་བ་དམ་པའི་ཆོས་དང་འཕྲད། འདི་འདྲ་བའི་ལུས་རྟེན་བཟང་པོ་འདི། །ཐོབ་དཀའ་བའི་ཚུལ་ལ་ཡང་ཡང་སོམ། རྙེད་པ་འདི་དོན་ཡོད་མ་བྱས་ན། །འདི་མི་རྟག་རླུང་གསེབ་མར་མེ་འདྲ། ཡུན་རིང་པོའི་བློ་གཏད་འདི་ལ་མེད། །ཤི་བར་དོར་གྲོལ་བའི་གདེངས་མེད་ན། །ཚེ་ཕྱི་མའི་སྡུག་བསྔལ་ཨ་རེ་འཇིགས། །མཐའ་མེད་པའི་འཁོར་བར་འཁྱམས་དགོས་ཚེ། །འདིའི་རང་བཞིན་བསམ་ན་སེམས་རེ་སྐྱོ། །ཚེ་འདི་ལ་བློ་གདེངས་ཐོབ་པ་ཞིག །ཅི་ནས་ཀྱང་མཛད་རྒྱུ་བཀའ་དྲིན་ཆེ། །འདི་བདག་གིས་ཁྱོད་ལ་རེ་བ་ཡིན། |
| | |

قانون تبت همچنین شامل مواد فراوانی در مورد آمادگی مراقبه برای فرایند مرگ و باردوی دوره میانی بین مرگ و تولد مجدد است. در میان آنها می‌توان به «کتاب مردگان تبتی» معروف، در تبتی باردو تودول اشاره کرد.

### در اسلام
«یاد مرگ» (عربی: تذکرة الموت , تذکرة الموط ; مشتق از تذکرة تذکره، عربی برای تذکر یا اندرز)، از زمان محمد، پیامبر اسلام در مدینه، موضوع اصلی معنویت اسلامی بوده‌است. مفهوم آگاهی از مرگ در قرآن استوار بوده و دستورات مکرری برای توجه به سرنوشت نسل‌های پیشین وجود دارد. همچنین در احادیث نیز به مؤمنان توصیه شده که «اغلب به یاد مرگ، نابودکننده لذت‌ها» باشند. معمولاً برخی، صوفیان را «اهل قبور» نیز می‌نامند، زیرا بر اساس تعالیم محمد برای زیارت قبور، به قبرستان‌ها رفت و آمد می‌کردند تا در فانی و باطل بودن زندگی دنیوی تأمل کنند. غزالی آخرین کتاب خود یعنی «احیاء علوم‌الدین» را به شرح این موضوع اختصاص داده‌است.

### ایسلند
هاوامال ("سخنان اعلا")، مجموعه ایسلندی قرن سیزدهمی که به‌طور شاعرانه به خدای اودین نسبت داده می‌شود، شامل دو بخش است - Gestaþáttr و Loddfáfnismál - ضرب‌المثل‌های عرفانی بسیاری را ارائه می‌دهد که فلسفه ممنتو موری را بیان می‌کند، معروف‌ترین شماره Gestaþáttr است.
| [و در فرجام کار] حیوانات خواهند مرد، دوستان خواهند مرد، و خودت نیز خواهی مرد. اما یک چیز را می‌دانم که هرگز نمی‌میرد و آن سرگذشت مردگان است. | Deyr fé, deyja frændur, deyr sjálfur ið sama; ek veit einn at aldri deyr, dómr um dauðan hvern. |
| |                                                                                                 |